# Gaby Stenberg
Ida Gabriella Stenberg (født 9. januar 1923, død 20. september 2011) var en svensk skuespillerinde, der medvirkede i omkring 40 film mellem 1936 og 1994. I de senere år sit liv blev hun særligt kendt for sin medvirken i tv-serien Rederiet. Hun havde også en lang række roller på Malmö stadsteater før hun gik på pension i starten af 2000'erne.
Stenberg ligger begravet på Norra kyrkogården i Lund.

## Udvalgt filmografi
- Bombi Bitt och jag (1936, ukrediteret)
- Adolf i røg og flammer (1939, ukrediteret)
- Melodien fra den gamle by (1939)
- Glade gutter i trøjen (1940)
- Lillebror og jeg (1940)
- Kys hende! (1940)
- Mennesker og millionærer (1940, ukrediteret)
- Fire gutter vælter byen (1940)
- En Stockholmerdreng (1941)
- Toget går kl. 9 (1941)
- Dunungen (1941)
- Stakkels Ferdinand (1941)
- Jacobs stege (1942)
- Løjtnantshjerter (1942)
- I ungdommens vår (1943)
- Præsten, der slog knockout (1943)
- Slået ud (1943)
- Den grønne elevator (1944)
- Godmorgen Bill (1945)
- Café Emigranten (1947)
- Heja! frisk humør (1947)
- Poppe på sjov (1949)
- Tørst (1949)
- Hendes store aften (1954)
- På viften i storbyen (1957)
- Frøken April (1958)
- Sovekammertyven (1959)
- Mit navn er… (tv-serie, 1964)
- Miss and Mrs. Sweden (1969)
- Sunes jul (tv-serie, 1991)
- Stockholm Marathon (1994)
- Rederiet (tv-serie, 1992-2002)
- Belinder auktioner (tv-serie, 2003)